# روگوشارسکی
روگوشارسکی (انگلیسی: First Serbian Aircraft Factory of Živojin Rogožarski) شرکت هوافضای صربستانی است، که در سال ۱۹۲۳ تأسیس شد.